# Myszoskocz naskalny
Myszoskocz naskalny (Gerbillus maghrebi) – gatunek ssaka z podrodziny myszoskoczków (Gerbillinae) w obrębie rodziny myszowatych (Muridae).

## Zasięg występowania
Myszoskocz naskalny występuje endemicznie w północnym Maroku, pomiędzy południową częścią gór Rif a górami Atlas Średni.

## Taksonomia
Gatunek po raz pierwszy zgodnie z zasadami nazewnictwa binominalnego opisali w 1972 roku amerykańscy teriolodzy Duane Albert Schlitter oraz Henry W. Setzer, nadając mu nazwę Dipodillus maghrebi. Holotyp pochodził z obszaru 15 km na zachodni południowy zachód od Taounate, w regionie Fez-Meknes, w Maroku. 
G. maghrebi, krótkoogoniasty endemit z Maroka, został pierwotnie umieszczony w Dipodillus, ale ten rodzaj okazał się nieważny. Różni się od G. campestris i G. simoni cechami zewnętrznymi i morfometrycznymi oraz niektórymi cechami zębowymi. Brak danych genetycznych dla tego gatunku. Autorzy Illustrated Checklist of the Mammals of the World uznają ten takson za gatunek monotypowy.

### Etymologia
- Gerbillus: fr. gerboa lub jerboa „myszoskoczek”, od arab. ‏جَرْبُوع‎ jarbū „mięśnie grzbietu i lędźwi”; łac. przyrostek zdrabniający -illus[8].
- maghrebi: Maghreb, określenie stosowane przez Arabów w stosunku do regionu północno-zachodniej Afryki[9].

## Morfologia
Długość ciała (bez ogona) 106–119 mm, długość ogona 102–111 mm, długość ucha 17–19 mm, długość tylnej stopy 26–27 mm; masa ciała 34–58 g. 

## Ekologia
Pośród licznych gatunków z podrodziny myszoskoczków, żyjących w północnej Afryce, myszoskocz naskalny zajmuje swoistą pozycję, zamieszkuje bowiem nietypowe dla tych gryzoni środowisko – przedgórza i średnie położenia górskie gór Atlas, gdzie żyje na skalistych i pokrytych rumowiskiem skalnym zboczach. W nocy opuszcza norę, aby wśród skąpej roślinności poszukiwać pąków, nasion i owadów. Podczas żerowania gryzonie te muszą prawdopodobnie pokonywać duże odległości.
Samica rodzi około 6 młodych w podziemnej komorze gniazdowej.